# Clemente XI
Clemente XI (Urbino, 23 de julio de 1649-Roma, 19 de marzo de 1721) fue el 243.er papa de la Iglesia católica entre 1700 y 1721. Condenó el jansenismo y la contaminación china y malabar en la liturgia. Apoyó la lucha contra los turcos.

## Biografía

### Orígenes
Su nombre de nacimiento era Giovanni Francesco Albani. Fue hijo de Carlo Albani, patricio de la ciudad de Urbino y miembro de una noble familia de origen albanés emigrada en el siglo XV que había proporcionado varios cardenales a la Iglesia.

### Estudios y actividades previas
Estudió en el Collegio Romano y más tarde en la exclusiva Accademia de la reina Cristina de Suecia, donde en 1663 se doctoró en derechos civil y canónico. La laurea le fue impuesta en Urbino, en el curso de un homenaje que le organizaron sus conciudadanos.
En 1670 fue nombrado canónigo de la basílica de San Lorenzo in Damaso de Roma, y en 1676 referendario del Tribunal de la Signatura Apostólica. En 1687 fue nombrado secretario de las Cartas Apostólicas, cargo en el que permanecería trece años. Además, durante ese período fue sucesivamente gobernador de Rieti, de Sabina y de Orvieto, vicario del cardenal arcipreste de la Patriarcal Basílica Vaticana, juez de la Congregación de la Reverenda Fábrica de San Pedro y finalmente canónigo de dicha Patriarcal Basílica.

### Cardenalato y presbiterado
En febrero de 1690 fue designado cardenal diácono de S. Maria in Aquiro, además de abad comendatario del monasterio de Casamari. Al conocer la noticia de su designación, suplicó en vano al papa Inocencio XII que no la hiciera efectiva. Unos meses después cambió su diaconía por la de S. Adriano al Foro y en septiembre de 1700 optó por el orden presbiterial y el título de S. Silvestro a Capite, pero para ello hubo de ser ordenado sacerdote. En 1695 fue aclamado miembro de la Academia de la Arcadia con el nombre de Alnano Melleo.

### Elección Papal
Su consagración como Papa siguió a la muerte de Carlos II de España, el 1 de noviembre de 1700.
En el cónclave que siguió a la muerte del papa Inocencio XII, fue elegido papa el 23 de noviembre de 1700, es decir, solo dos meses después de que Albani hubiera accedido al sacerdocio. A pesar de ser el cardenal más votado, por tres veces rechazó la elección, hasta que por fin la aceptó. Puesto que no era obispo, hubo que proceder a su inmediata consagración: ésta tuvo lugar una semana después de su elección, de manos de Emmanuel-Théodose de la Tour d'Auvergne de Bouillon, cardenal obispo de Porto-Santa Rufina y vicedecano del Sacro Colegio Cardenalicio. El 8 de diciembre de 1700 fue coronado en la Patriarcal Basílica Vaticana por el cardenal Benedetto Pamphilii, protodiácono de S. Maria in Via Lata.

### Papado
El evento más memorable de su administración fue la publicación en 1713 de la bula papal Unigenitus, la cual perturbó la paz de la iglesia en Francia. En este famoso documento, 101 proposiciones del jansenista Pascasio Quesnel fueron condenadas como herejías, como ya habían sido condenados los escritos de Cornelio Jansenio. La resistencia de muchos eclesiásticos franceses y la negación del parlamento francés a registrar la bula llevaron a controversias que se extendieron por la mayor parte del siglo XVIII. Debido a que los gobiernos locales no recibieron oficialmente la bula, no fue, técnicamente, aceptada por estas áreas.
Otra decisión importante de este Papa fue en relación con la controversia de los ritos chinos: a los misioneros jesuitas se les prohibió participar en ceremonias para rendir honor a Confucio o a los ancestros de los emperadores de China, lo cual Clemente XI identificó como idolatría.

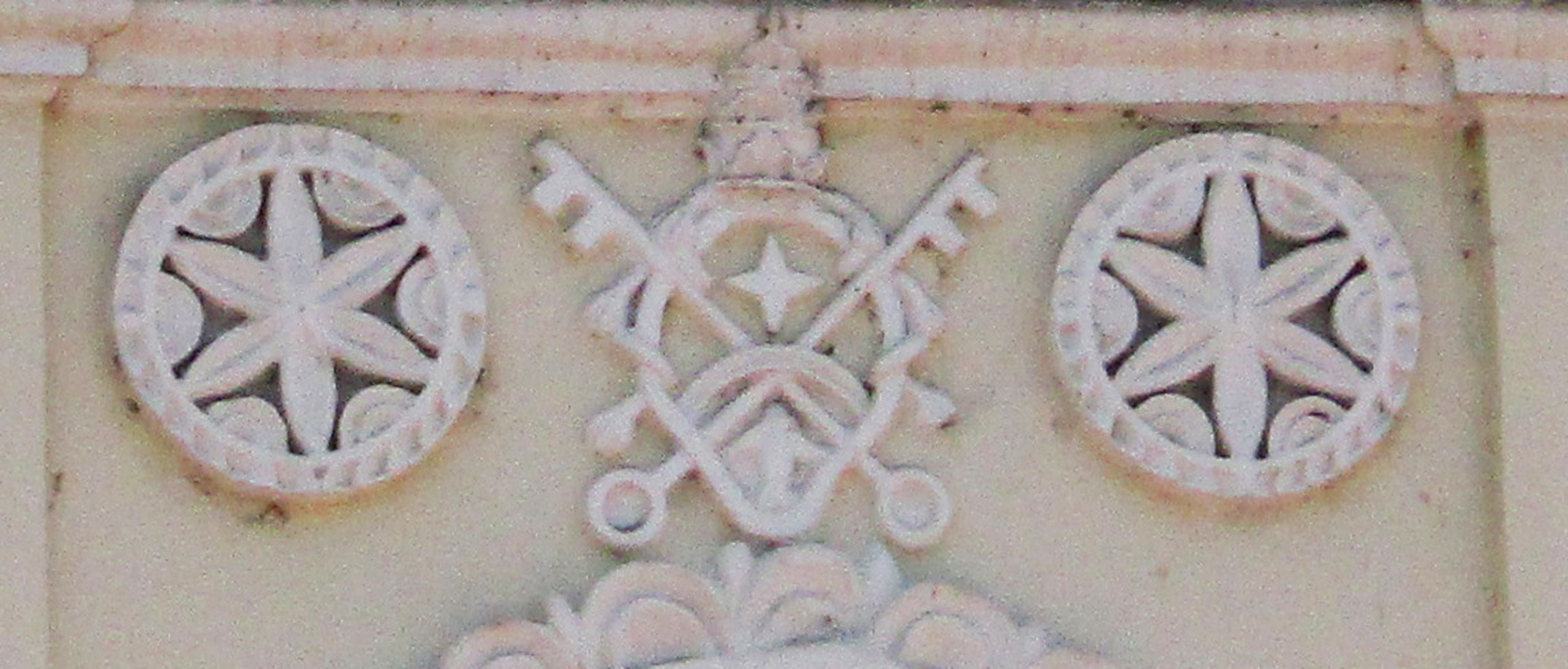
Escudo del papa Clemente XI en la Catedral de Comaygua, Honduras.

Durante la Guerra de sucesión española tras la muerte sin descendencia de Carlos II de España, último representante de la Casa de Habsburgo los problemas políticos del momento afectaron las relaciones de Clemente XI con los grandes poderes católicos, y el prestigio moral de la Santa Sede sufrió mucho por su reconocimiento obligado de uno de los dos pretendientes a la corona de España Carlos, Archiduque de Austria, como rey de España, presionado por el ejército imperial que había sitiado Roma tras derrotar al ejército borbónico francés en el norte de Italia. La respuesta de Felipe V de España, el otro pretendiente, fue expulsar de la corte de Madrid al nuncio papal Antonio Félix Zondadari el 10 de marzo. Poco después, el 22 de abril de 1709, Felipe V promulgaba un decreto por el que se reconocía la independencia de hecho de los obispos españoles respecto a Roma al establecer que en el procedimiento de las causas eclesiásticas se volviera al uso «que tenía antes que hubiese en estos reinos nuncio permanente». Así, los obispos tendrían que ejercitar su jurisdicción sobre «lo que cabe en su potestad», tanto en materia de dispensas como de justicia, de los que antes de la ruptura se ocupaba la curia romana. Las relaciones con España mejorarían con la mediación de Alberoni en 1717.
Su carácter privado era irreprochable. También fue un gran conocedor de las letras y la ciencia.

### Canonizaciones
Durante su pontificado Clemente XI canonizó a Catalina de Bolonia (1712), al papa Pío V (1712), a Bernardo Calbó (1710), a Humildad de Faenza (1720).

### Muerte
Clemente XI falleció en Roma el 19 de marzo de 1721, y sus restos fueron sepultados en la tumba de los canónigos situada en el coro de la Patriarcal Basílica Vaticana.

### Otras informaciones
Su biblioteca familiar fue vendida en el siglo XIX, y parte de la misma fue comprada por la Universidad Católica de América en 1928. Esta colección contiene una amplia sección en relación con la controversia jansenista y de los ritos chinos, como también de Derecho canónico y otros temas relacionados.

## El proceso de los ritos chinos
Véase también: Misión jesuita en China y Disputa de los Ritos
El cristianismo llegó al Extremo Oriente de la mano de los descubridores y comerciantes portugueses y europeos, en general. La adaptación de la fe a las costumbres chinas y malabares dio origen a una controversia.

### Introducción

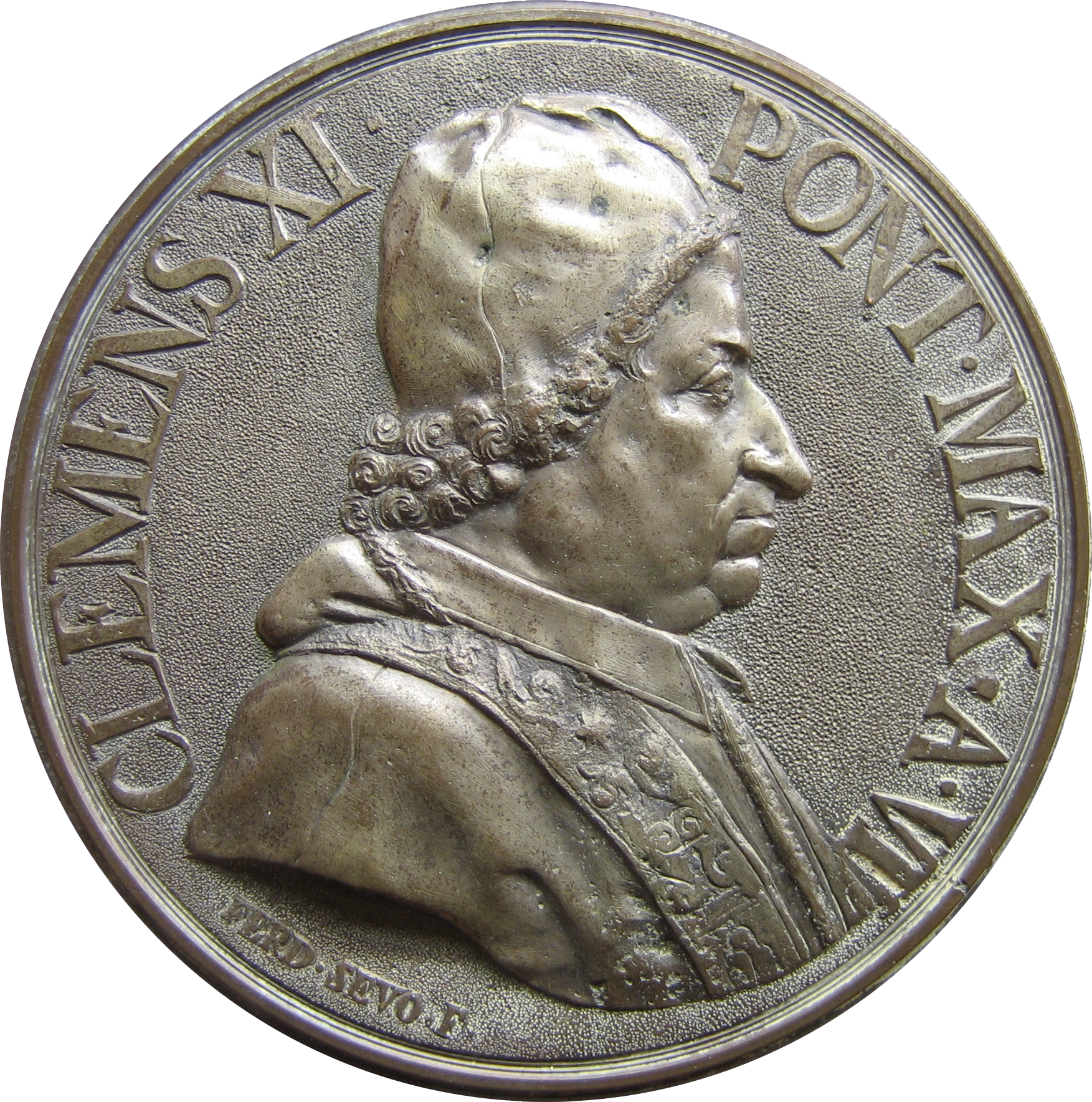
Moneda con la efigie de Clemente XI

En esta controversia se mezclaron varias causas que hicieron más difícil toda la cuestión: primeramente el conflicto del método entre diversas órdenes, conflicto entre diversos institutos misioneros, conflicto de rivalidades nacionales (emperador), conflicto creado por la institución de vicarios, que pugnaba por el antiguo régimen; conflicto entre potencias coloniales, mala voluntad de los adversarios, hechos jansenistas y de trasfondo una escasa actitud de diálogo en una Iglesia que no puede verse más que como misionera.
Los participantes de la controversia de los ritos chinos y malabares son: los capuchinos, los dominicos y franciscanos con mucha experiencia y respaldo en campos de misión, Roma y los jesuitas, una orden nueva en la Iglesia, aunque ya con un acierto y acreditación por su método de apostolado en la India.

### Desarrollo de la primera fase de la controversia

#### Metodología de los jesuitas
El patronato portugués de los jesuitas fue el que logró penetrar en la India y después en China para hacer su apostolado. Allí trabajaban sin distinción portugueses, franceses, belgas, alemanes, españoles, etc. Al ser ellos los que lograron entrar en estos territorios, pensaron reservarse para sí la evangelización de los territorios, esto para llevar la línea que ellos introdujeron. Así que prepararon lo necesario para estar respaldados oficialmente (documentos) por Roma.
El método de trabajo de los jesuitas consistía en lo siguiente: por las características culturales de cada país, de las cuales eran muy celosos por la antigüedad de la cultura y por la civilización, en ese momento con mayores avances que la occidental, los jesuitas desarrollaron un método para evangelizar de predicación indirecto, privado, familiar, en contraposición al abierto de las plazas públicas con el crucifijo en la mano. Uno de los pioneros de esta misión fue el Michele Ruggieri a quien sucedió Matteo Ricci.
Fueron entrando a la sociedad respetando y estimando las costumbres nacionales. Los misioneros jesuitas se encargaron de estudiar la lengua, las costumbres, la religiosidad, para no entrar como completos extranjeros en culturas tan celosas de sí. Se vistieron de ellas usando ropas, símbolos que eran propios de la cultura, para luego, a través de los letrados (personas clave) poder entrar en estos pueblos. Parte de este acercamiento se lo deben a los conocimientos científicos que poseían y fueron capaces de compartir: conocimientos de astrología, extensión del firmamento de las estrellas, los cuatro elementos según la doctrina de Aristóteles, instrumentos científicos, conocimientos matemáticos como la geometría euclidiana, en fin cuestiones de las que los chinos no tenían la menor noticia. Ellos tenían claro que su misión “no era reformar costumbres, sino abrir las almas a la revelación”

#### Algunos interrogantes y aclaraciones

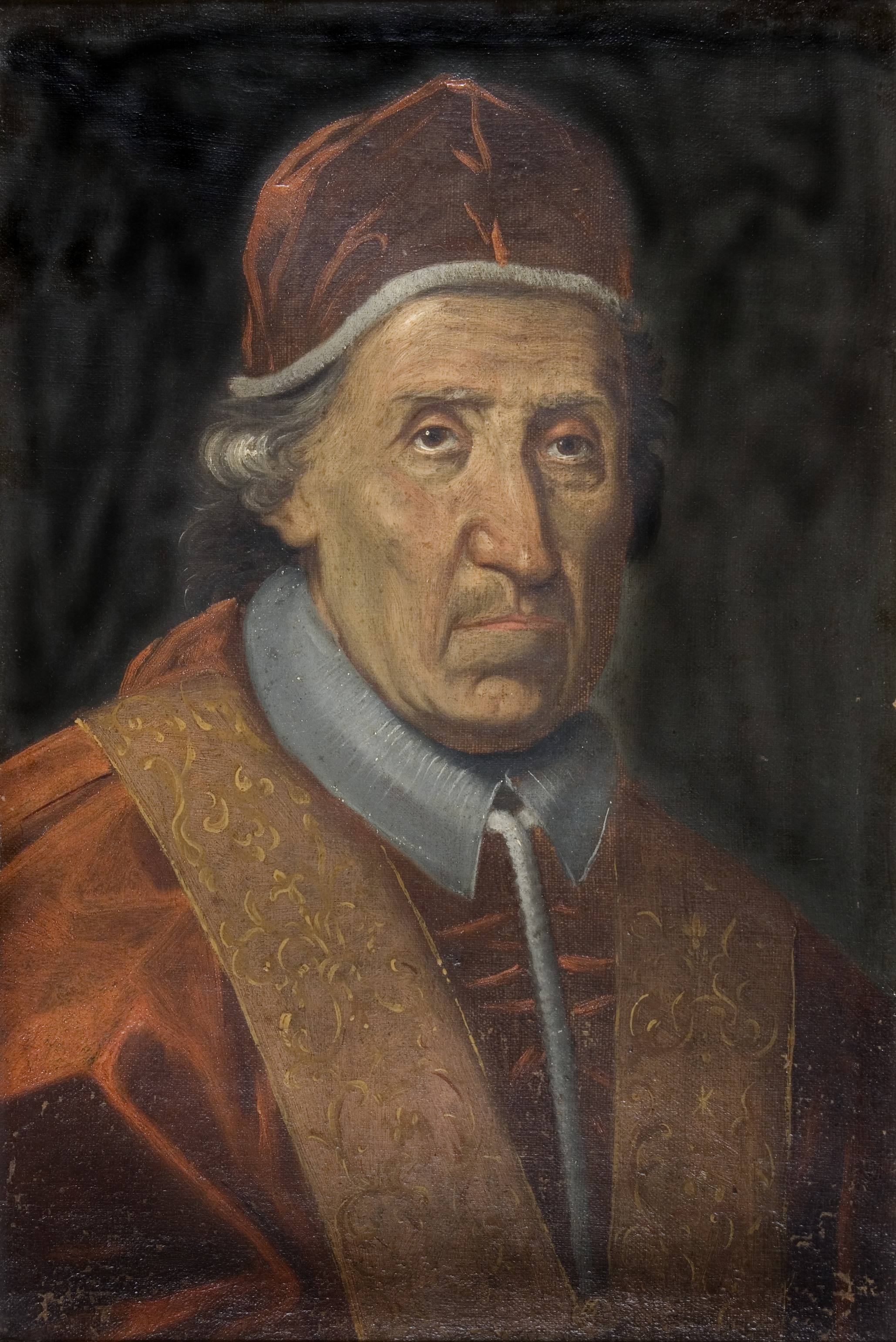
Retrato de Clemente XI por Jan van Helmont (1717, Museo Plantin-Moretus, Amberes)

Una primera parte de la controversia es más bien interna, entre los mismos misioneros surge la interrogante ¿qué debe adaptarse o tolerarse de los ritos y costumbres indígenas de los pueblos que evangelizan?
Uno de los problemas que se les presenta en China es el de los honores a Confucio y a los antepasados difuntos. Este no era un acto religioso en sentido propio sino un acto civil que los pobladores daban a este personaje al igual que a sus antepasados porque sus enseñanzas y su filosofía les recordaba valores muy importantes para su sociedad, como el valor de la familia. El problema para la mentalidad occidental era que se le dedicaban templos o monumentos a este personaje y se utilizaban señales externas como postraciones, incienso, candelas, oblaciones comestibles, propias de la cultura. Sin embargo en todos estos ritos o signos externos no pedían ni esperaban nada del personaje venerado. Las manifestaciones de esta virtud eran conformes a los gustos y la psicología oriental.
Por otra parte, en la India ya se llevaba un proceso similar: se habían tolerado ritos como el “cordón” de tres o cinco hilos, que solían llevar pendiente los individuos de casta. Fue cristianizado mediante una bendición litúrgica, aprobada por el ordinario. Los cristianos solían rematarlo con una cruz o medalla. Se permitió el “baño” que los indios de entonces solían tomar en público como un deber de casta, y acompañarlo de ritos y plegarias. Pero se prohibió todo acto supersticioso y se obligó a llevar un signo cristiano. Se utilizó el “talí” de una casta sustituyendo el emblema de una divinidad pagana por el signo de la cruz. Finalmente, se suprimió la saliva que se utilizaba en el rito bautismal porque causaba mucha repugnancia y horror en la cultura. Los misioneros vieron que no era conveniente utilizarlo.
Los mismos jesuitas de su tiempo eran unánimes en rechazar como supersticiosas e inadmisibles las prácticas budistas y taoístas. Además de trabajar duramente con los letrados para hacerles comprender algunos errores a la luz del evangelio. Los actos eran considerados por los jesuitas como actos lícitos y se los permitían a sus neófitos. Es aquí donde se genera la controversia frente a los adversarios (algún jesuita entre ellos), quienes sí los consideraban como idolátricos y supersticiosos, y tenían que prohibírselos a los suyos. Eran concesiones inadmisibles al paganismo, incompatibles con la verdadera doctrina evangélica.

#### La metodología de los franciscanos
Apenas llegaron los franciscanos a China, empezaron a introducir nuevos métodos de apostolado. En sus conquistas misioneras, el método de evangelización que utilizaron fue el de la predicación abierta, con crucifijo en mano. Estimaron poco los medios humanos para la conversión del pueblo Chino ajeno al cristianismo, así que creían innecesario acudir a las matemáticas o a la astrología para comenzar a introducirse. Despreciaron las leyes y costumbres opuestas a la libertad apostólica y quisieron seguir al pie de la letra los preceptos litúrgicos relacionados con la administración de los sacramentos, con el riesgo de escandalizar a los neófitos. Tampoco les importó la oposición de los tiranos, con el fin de buscar el martirio. Una cosa similar sucedió con los capuchinos llegados a la India: “como habitualmente la religión nacional estaba estrechamente ligada a toda la organización social y política, era colaborar a una empresa de demolición. Para implantar el cristianismo se debía hacer tabula rasa de todo un pasado, sin preocuparse de las destrucciones que esa táctica apostólica entrañaba”.
El problema es que estos nuevos misioneros no habían tenido tiempo, como es natural, para profundizar en la cultura China para entenderla un poco más. Estos nuevos misioneros ya estaban prejuiciados desfavorablemente hacia el método de los jesuitas. Su actitud es de alguna manera justificable, ya que al venir de la herencia de una “sociedad medieval que ha vivido en un pequeño mundo muy estrecho, cerrado por todas partes y al abrigo de influencias exteriores” Además, ni ellos ni los dominicos habían visto estos métodos ni la adaptación de la liturgia en Manila, donde portugueses y españoles estaban ya y la habían “españolizado” y “portugalizado”, al igual que la evangelización.

#### Acusaciones, respuesta de Roma y defensa jesuita
En india a los jesuitas fueron acusados directamente por los franciscanos, dominicos o capuchinos o a través de los obispos ante la Propaganda de Roma. Los reclamos eran permitir a sus cristianos cosas tales que sonaban a paganismo y eran presentados casi como pervertidores de los neófitos. También se les acusaba de cuestiones referidas con permisos concedidos en preceptos eclesiásticos como el ayuno, la misa, el cobro de impuestos…
Aunque ya antes, con lo de los honores a Confucio y a los antepasados, los jesuitas habían tenido una aprobación que les favorecía. Esta segunda vez, Roma, valiéndose de esta institución de la Propaganda, dio su primera respuesta que condenaba los ritos chinos.
Las exposiciones no acertaban con la realidad, así que los jesuitas fueron a la defensa mandando un delegado a expresar las inexactitudes del caso. Y tras cinco meses de deliberación del Santo Oficio, Alejandro VII sacó un segundo decreto permitiendo los ritos condenados. Y tres años más tarde, se envió otro decreto positivo que pedía respetar ritos, usos y costumbres de los pueblos en los que tenían misión, los misioneros se debían acomodar a las costumbres y cultura de las naciones y no al revés, no tratar de trasplantar Europa a los territorios de misión. Además a los jesuitas se les permitía obrar según su conciencia, un arma de doble filo que dejaba abiertas las posibilidades.
Los mendicantes no quedaron de acuerdo, pues no se había definido la realidad objetiva de los ritos, la duda seguía persistente. Así que ante esta inquietud, años más tarde hubo otro decreto de Clemente IX que trató de mediar: declaró que los decretos anteriores no perdían valor ni fuerza, poniendo todo en vigor.
La polémica siguió y el dominico Domingo María Navarrete negoció someter a su orden al proceder de los jesuitas. Sin embargo, más tarde se arrepintió e impugnó nuevamente ante Roma pero no logró conseguir nada. Escribió luego dos tomos para presentar a los jesuitas en error. El segundo tomo fue incautado por la Inquisición.

### Segunda fase de la controversia

#### El Seminario de Misiones Extranjeras de París: misioneros de la Propaganda
Después de un largo período de persecuciones, la misión China gozaba de gran calma. El emperador era aconsejado por los jesuitas que trabajaban en la corte imperial.
Otro hecho importante es la llegada de los misioneros del Seminario de Misiones Extranjeras de París quienes serán ahora sus contrincantes. Estos estaban prejuiciados por la corriente jansenista que también estaba en contra de la evangelización jesuita (modo de proceder, pensamiento, etc.).
Un legado apostólico (sin ser todavía obispo) será quien les cause problemas, Maigrot. Desde el primer momento trató de uniformar la situación en su región, deshaciendo los acuerdos entre jesuitas y emperador de poder predicar en todo el imperio la fe cristiana. Por supuesto, rehusaron cumplir la norma. Para respaldarse, Maigrot envió su mandatum a Roma junto con dos emisarios. Uno de los cuales se valió de la Sorbona de París para condenar y lo consiguió.
Por su parte, los jesuitas pidieron su veredicto al emperador de nombre Kang Hi, quien clarificó lo que ya habían revelado los jesuitas mismos anteriormente.

#### Respuesta de la Iglesia. Respuesta del emperador chino
Roma condenó los ritos, puso una serie de prohibiciones a los misioneros para no hablar del desacuerdo de los sacrificios a Confucio y a los antepasados, y al mismo tiempo no permitió la publicación del decreto. Reprochaba también que los jesuitas hubiesen puesto en manos del emperador algo que le tocaba juzgar a la Santa Sede.
De regreso con la respuesta, los legados (diplomáticos) iban a ser bien recibidos por el emperador, quien aún no sabía las dimensiones de la respuesta. Cuando supo de la condena de los ritos, cortésmente rechazó la autoridad de Roma y amenazó a los misioneros, bajo pena de expulsión no volver a tocar el tema de los ritos.

#### Últimos reclamos, última respuesta de Roma y del emperador
La decisión de Roma y la reacción del emperador desconcertaron a los misioneros. Y ahora, un legado agustino apelará a Roma para decir que los legados anteriores se habían sobrepasado, era necesario impedir la destrucción de la cristiandad china. Pero varios misioneros fueron expulsados, así como el legado obispo Maigrot.
Roma contestó publicando otro decreto que daba poder al legado y pedía sumisión a los misioneros, bajo pena de excomunión y prohibía cualquier otra publicación acerca de los ritos. Clemente XI, ante la desobediencia, ordenó aceptar el mandato sobre los ritos, esto bajo gravísimas penas. A lo que el emperador contestó con mayor dureza con un decreto de expulsión de todos los misioneros, prohibición de la ley cristiana, destrucción de los templos, presión a los neófitos para renegar de la fe.
Venía en camino otro legado para arreglar la situación, él sabía que si seguía la condenación, poco podría hacer. Así que, dio las famosas Permissiones de Mezzabarba, favorables a los jesuitas.
Más adelante, otro papa, Benedicto XIV, siguió el eco de Roma y, retomando los documentos anteriores, hizo uno nuevo que condenaba a los jesuitas de desobedientes y les pedía obediencia. Ellos aceptaron pero no por mucho tiempo, ya que la persecución contra ellos en Europa se había hecho general. El papa les confiscó todos los bienes. Para terminar, el mismo Clemente XIV, en 1773, suprimió definitivamente la Compañía de Jesús. Sin embargo, el caso no quedará cerrado en la historia posterior.
En el siglo XX, en el Concilio Vaticano II podremos ver que la “experiencia religiosa” es valorada por la Iglesia, ya que esta sirve de base a las religiones no cristianas. La constitución pastoral Gaudium et Spes se refiere a la Iglesia como “Pueblo de Dios”. Así que el acercamiento pastoral debe ser diferente. Solo recordemos cómo el cristianismo se abrió camino entre religiones ya instaladas en el mundo grecorromano.
Las profecías apócrifas de San Malaquías se refieren a este papa como flores circumdati (flores rodeadas), cita que al parecer hace referencia a su lugar de nacimiento, la ciudad de Urbino en cuyo escudo de armas figura una corona de flores.